# Adolf Valentin Kilian Pfeuffer
Adolf Valentin Kilian Pfeuffer (* 16. April 1875 in Schernau, heute Dettelbach; † 8. April 1956 ebenda) war ein deutscher Politiker (DNVP, CSU), Landtagsabgeordneter, Bürgermeister und Landrat.

## Leben
Pfeuffer besuchte zunächst die Volksschule und danach die landwirtschaftliche Winterschule in Würzburg. Er war in seinem Heimatort Schernau lange Jahre als Landwirt tätig. Daneben war er Landesökonomierat, Vorsitzender der Bezirksbauernkammer Kitzingen sowie Vorsitzender verschiedener landwirtschaftlicher Vereine und Interessensverbände.

## Politik
Pfeuffers politische Arbeit begann er als Mitglied der DNVP, seit 1912 war er Bürgermeister von Schernau. Er gehörte dem Kitzinger Bezirkstag und dem Kreistag von Unterfranken an. Von 1928 bis 1932 war er Mitglied des Bayerischen Landtags in der 4. Wahlperiode.
Nach dem Krieg schloss sich Pfeuffer der CSU an. 1946 gehörte er zunächst dem Beratenden Landesausschuss, dem Vorparlament, und danach der Verfassunggebenden Landesversammlung an. Am 3. Juni 1946 wurde er zum ehrenamtlichen Landrat des Landkreises Kitzingen ernannt, dieses Amt übte er zwei Jahre lang aus.